# قيس (مركز)
مركز قيس هو أحد المراكز التابعة لمحافظة العارضة الواقعة في منطقة جازان جنوب غرب السعودية. وقيس عبارة عن سلسلة جبلية؛ تبعد ما يقارب 150 كم شرق مدينة جازان، وتتمتع جبال قيس ببرودة الجو وهطول الأمطار، ويسكنها نحو عشرة آلاف نسمة تقريباً.

## السكان
يبلغ عدد سكان المركز والقرى التابعة له حوالي 10.000 نسمة. ويعتمد الأهالي على الزراعة ورعي المواشي، حيث يوجد فيها (25) قرية.

## المرافق
يوجد بالمركز عدد من الخدمات التي تخدم عدد من القرى التابعة للمركز:
- مركز للإمارة.
- مستوصف.
- مدارس ابتدائية بنات وبنين ومتوسطة وثانوية.